# Křížová cesta (Cetviny)
Křížová cesta v Cetvinách na Českokrumlovsku vede od kostela Narození Panny Marie v Cetvinách na jihovýchod přibližně 1,5 km podél státní hranice po úbočí vrchu Na Čepici (763 m) ke kapli Panny Marie Lurdské. 

## Historie
Křížová cesta byla vybudována roku 1883 a vede k Farní kapli ve farském lese. Tvoří ji čtrnáct kamenných kapliček s nikou s pašijovými obrázky. Zrekonstruována byla roku 2007.
Jak popisuje informační tabule na místě, bílá Farská kaple (německy Pfarrkapelle) byla postavena roku 1827 ve farním lese a rozšířena roku 1844. Jeskynní kaple (Grottenkapelle) opodál byla postavena u studánky Panny Marie Lurdské, zmiňované již roku 1616.
Bývalou osadou vede naučná stezka Řemesla na řece.

## Galerie

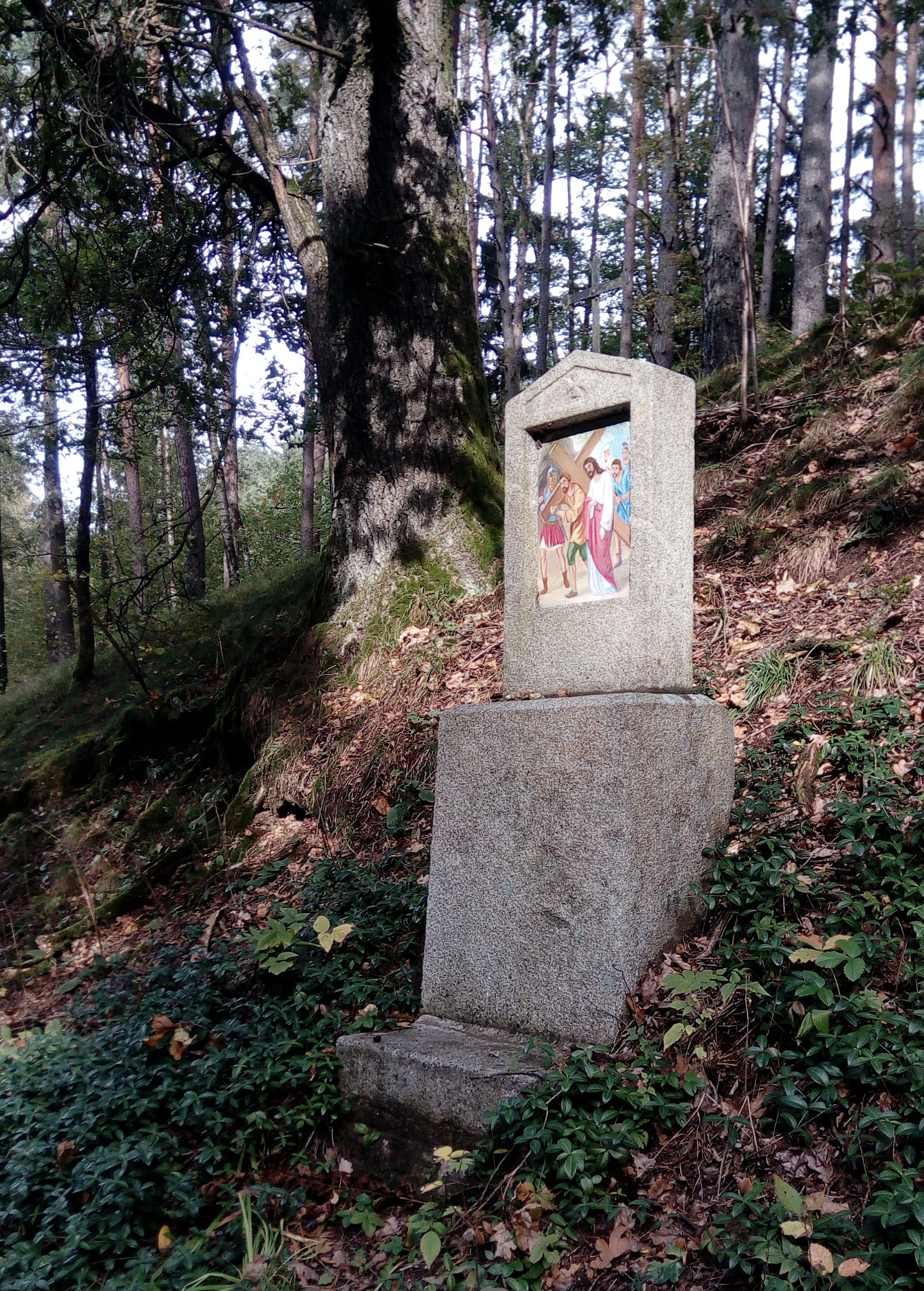
Zastavení křížové cesty č. 5
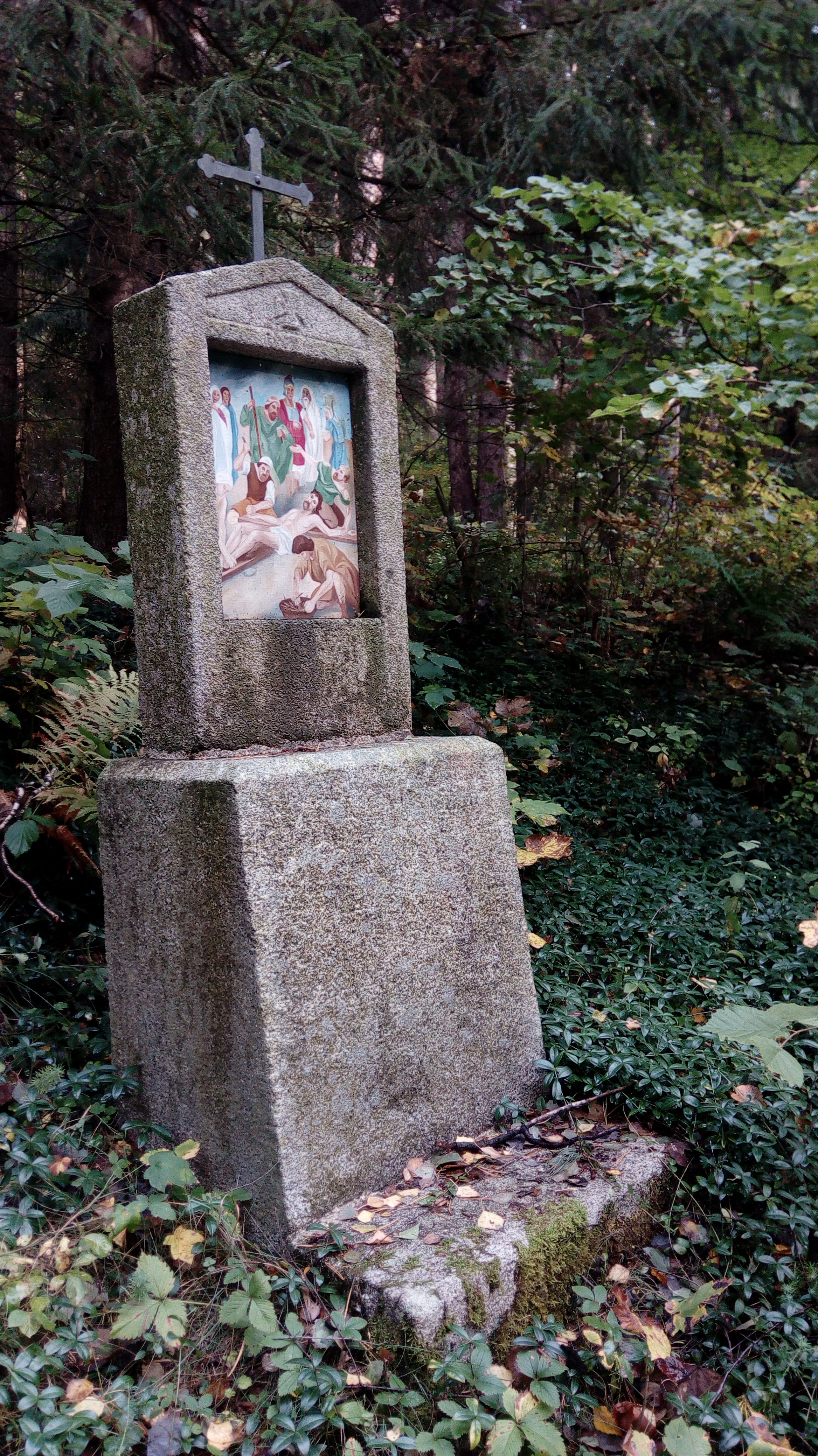
Zastavení křížové cesty č. 11
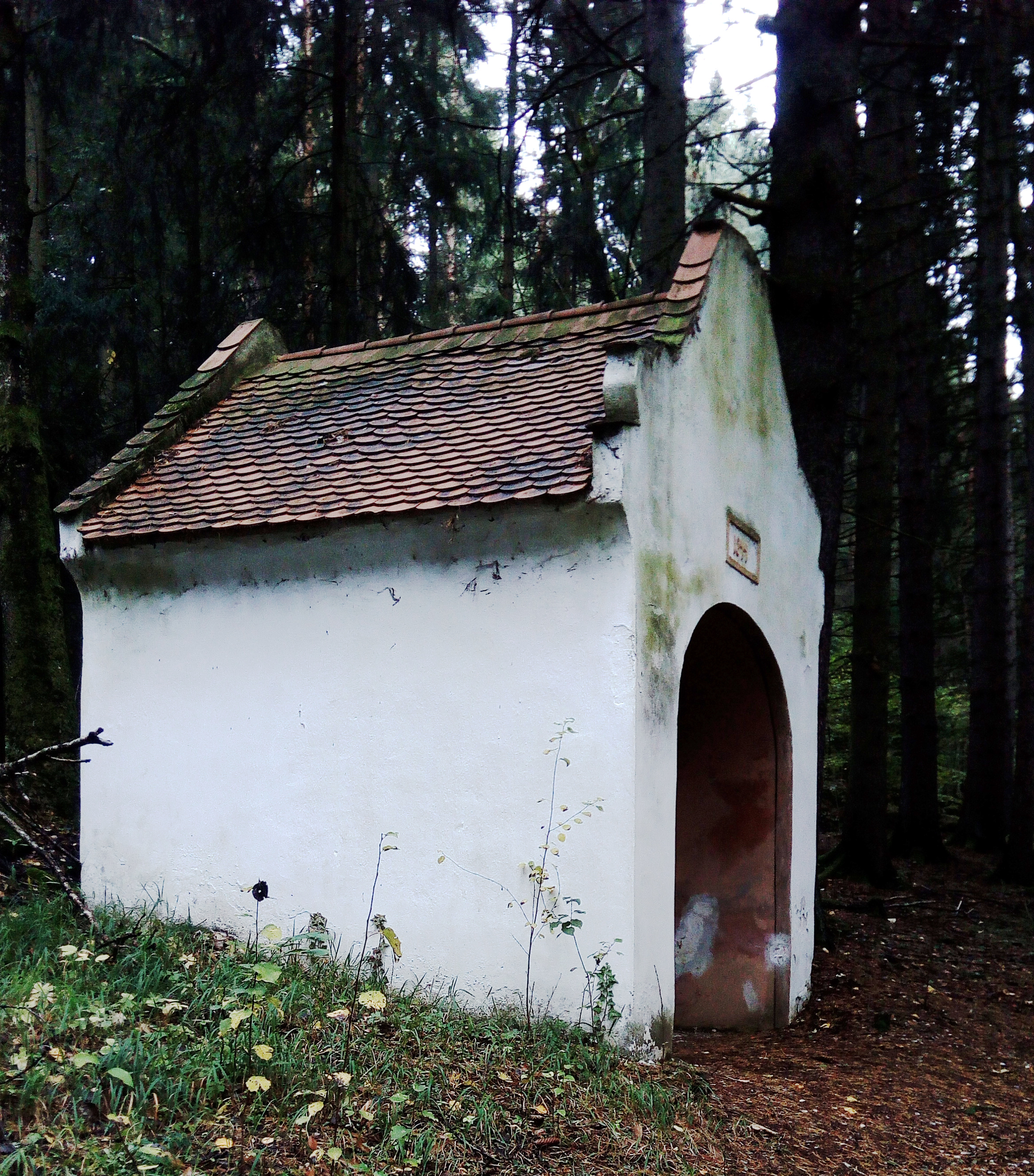
Farská kaple
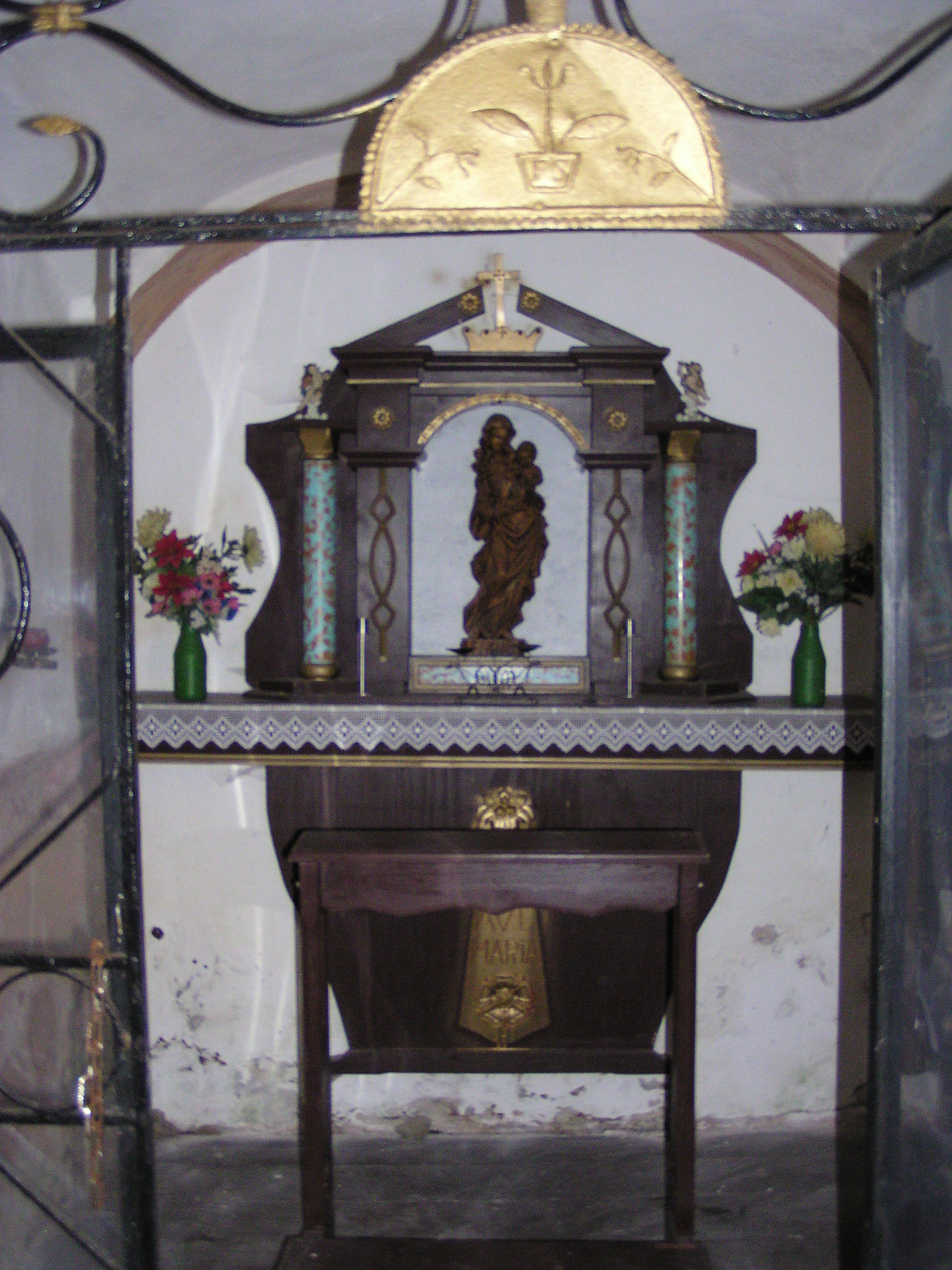
Interiér Farské kaple na konci křížové cesty
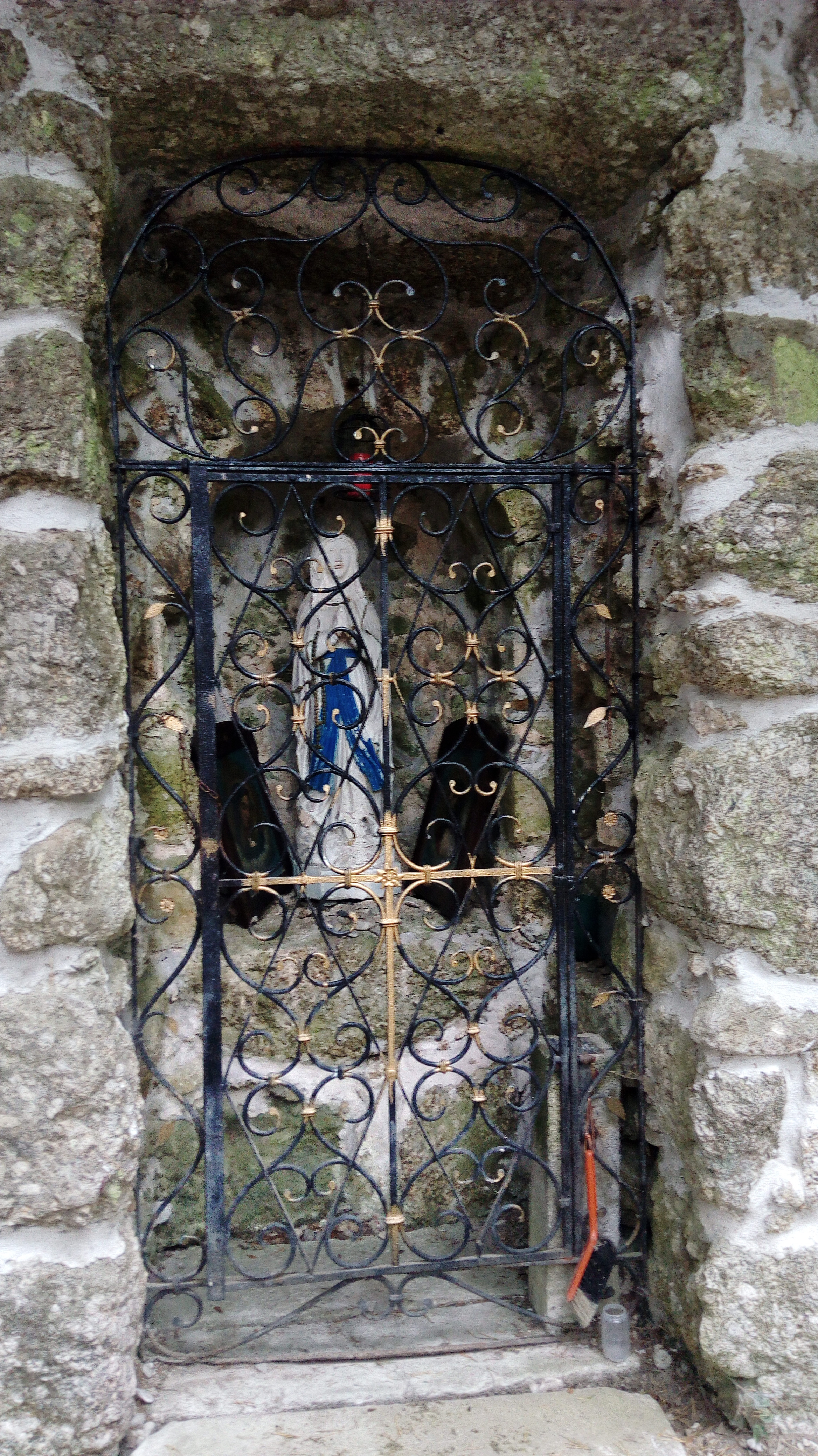
Výklenek Jeskynní (Lurdské) kaple